# Hermann von Tresckow (général, 1849)
Ne doit pas être confondu avec Hermann von Tresckow (général, 1818).
Leopold Hans Heinrich Eugen Hermann von Tresckow (né le 11 mai 1849 à Pobanz et mort le 4 mars 1933 à Wartenberg) est un général de cavalerie prussien. Pendant la Première Guerre mondiale, il est commandant de Potsdam.

## Biographie

### Origine
Hermann von Tresckow (de) est issu d'une vieille famille d'officiers prussiens. Il est le fils du premier lieutenant prussien et seigneur de Pobanz, Hermann von Tresckow (1816-1889), et sa femme Wilhelmine, née von der Marwitz (de) (1823-1900). Elle est la fille d'un capitaine de cavalerie prussien. Le major général prussien Heinrich von Tresckow (1853-1925) est son frère.

### Carrière militaire
Il s'engage le 1er juillet 1866 dans le 3e régiment d'uhlans (pl) de l'armée prussienne à Fürstenwalde et y est promu sous-lieutenant le 8 février 1868. Pendant la guerre contre la France, Tresckow est affecté à la garde de l'état-major de cavalerie du grand quartier général du roi Guillaume Ier et est blessé près de Laon. Pour ses réalisations, il reçoit la croix de fer de 2e classe. En 1871, il assiste, à l'insu des autres invités, au couronnement de l'empereur (de) dans la Galerie des Glaces de Versailles en tant que chef de peloton d'un détachement d'escorte.
Après la paix de Francfort, Tresckow retourne à son unité. Du 1er août 1876 au 1er avril 1878, il est commande à l'administration des haras du régiment et fut entre-temps promu premier-lieutenant. Le 12 juillet 1881, il est muté au 1er régiment d'uhlans de la Garde, où Tresckow est nommé un mois plus tard chef du 5e escadron avec sa promotion au grade de Rittmeister. S'ensuit, à partir du 27 janvier 1888, une affectation en tant qu'adjudant de la division de cavalerie de la Garde. Dans cette fonction, Tresckow est promu major le 22 mai 1889 et, à partir du 20 octobre 1891, il est officier d'état-major titulaire du 1er régiment d'uhlans de la Garde. Le 13 mai 1895, on lui confie le commandement du 4e régiment de dragons (pl) à Lüben, Tresckow est promu lieutenant-colonel le 18 juin 1895 et nommé commandant du régiment le 14 juillet 1895. Le 21 décembre 1897, il est promu colonel et, en tant que tel, il est nommé commandant de la 7e brigade de cavalerie à Magdebourg. Major général depuis le 16 juin 1901, Tresckow est chargé le 1er août 1904 d'assumer les fonctions d'inspecteur de la 2e inspection de cavalerie à Stettin. Le 9 août 1905, il est promu au rang de lieutenant-général et nommé inspecteur. Le 3 mars 1908, Tresckow est mis à disposition en approbation de sa demande de départ avec attribution du caractère de général de cavalerie. Jusqu'à ce point, il reçoit l'Ordre de l'Aigle rouge de 2e classe avec étoile et feuilles de chêne et la Grand-Croix de l'Ordre d'Albert
Pendant la Première Guerre mondiale, Tresckow est réutilisé et agit en tant que commandant de Potsdam.
Tout au long de sa vie, il est actif en tant que cavalier et remporte divers prix. En 1906, il participe à un tournoi à la piste de trot de Karlshorst (de) près de Berlin. L'empereur Guillaume II le présente un jour au tsar russe Nicolas II comme "Voici le meilleur cavalier de mon armée !".
En 1901, il vend le domaine de Petersdorf. À la retraite, il gère le domaine de Wartenberg dans la Nouvelle-Marche. En 1900, il en hérite de son oncle, le General der Infanterie Hermann von Tresckow. En 1924, son fils Henning reprend la gestion du domaine.

### Famille
Tresckow est d'abord marie à Illa von Kameke (de), fille du général der Infanterie Georg von Kameke, ministre prussien de la Guerre. De ce mariage sont nés les deux fils Hans-Hermann Georg Heinrich (né en 1885) et Jürgen Hermann Heinrich (né en 1886), qui, comme leur père, poursuivent une carrière d'officier dans l'armée prussienne.
Dans son second mariage, Tresckow est marié à Marie-Agnès (1869-1926), fille du comte Robert von Zedlitz-Trützschler, ministre prussien de l'Éducation et plus tard haut président des provinces de Posnanie, Hesse-Nassau et Silésie. Tresckow est le père de huit  enfants dont le lieutenant-colonel Gerd von Tresckow (1899-1944) et le général de division Henning von Tresckow (1901-1944). Ce dernier est l'une des figures centrales de la résistance militaire contre Adolf Hitler.